# Bonnemaison
Bonnemaison är en kommun i departementet Calvados i regionen Normandie i norra Frankrike. Kommunen ligger i kantonen Villers-Bocage som ligger i arrondissementet Caen. År 2022 hade Bonnemaison 401 invånare.

## Befolkningsutveckling
Antalet invånare i kommunen Bonnemaison
Referens: INSEE